# Lechytia
Famille
Genre
Lechytia, unique représentant de la famille des Lechytiidae, est un genre de pseudoscorpions.

## Distribution
Les espèces de ce genre se rencontrent en Amérique, en Afrique, en Asie et en Océanie.

## Liste des espèces
Selon Pseudoscorpions of the World (version 3.0) :
- Lechytia anatolica Beier, 1965
- Lechytia arborea Muchmore, 1975
- Lechytia asiatica Redikorzev, 1938
- Lechytia cavicola Muchmore, 1973
- Lechytia chilensis Beier, 1964
- Lechytia chthoniiformis (Balzan, 1887)
- Lechytia delamarei Vitali-di Castri, 1984
- Lechytia dentata Mahnert, 1978
- Lechytia garambica Beier, 1972
- Lechytia himalayana Beier, 1974
- Lechytia hoffi Muchmore, 1975
- Lechytia indica Murthy & Ananthakrishnan, 1977
- Lechytia kuscheli Beier, 1957
- Lechytia leleupi Beier, 1959
- Lechytia libita Harvey, 2006
- Lechytia madrasica Sivaraman, 1980
- Lechytia martiniquensis Vitali-di Castri, 1984
- Lechytia maxima Beier, 1955
- Lechytia natalensis (Tullgren, 1907)
- Lechytia sakagamii Morikawa, 1952
- Lechytia serrulata Beier, 1955
- Lechytia sini Muchmore, 1975
- Lechytia trinitatis Beier, 1970
- † Lechytia tertiaria Schawaller, 1980

et décrites depuis
- Lechytia acutidentata Sun, Guo & Zhang, 2024
- Lechytia depressidentata Sun, Guo & Zhang, 2024
- Lechytia novaezealandiae Christophoryová & Krajčovičová, 2020
- Lechytia yulongensis Zhang & Zhang, 2014

## Systématique et taxinomie
Ce genre a été décrit par Balzan en 1892 dans les Obisiidae. Il est placé dans les Chthoniidae par Hansen en 1894 puis dans les Lechytiidae par Harvey en 1992.

## Publications originales
- Balzan, 1892 : « Voyage de M. E. Simon au Venezuela (Décembre 1887-Avril 1888). 16e mémoire. Arachnides. Chernetes (Pseudoscorpiones). » Annales de la Société Entomologique de France, vol. 60, p. 497-552 (texte intégral).
- Chamberlin, 1929 : « A synoptic classification of the false scorpions or chela-spinners, with a report on a cosmopolitan collection of the same. Part 1. The Heterosphyronida (Chthoniidae) (Arachnida-Chelonethida). » Annals and Magazine of Natural History, sér. 10, vol. 4, p. 50-80.